# Sarah Woodhead
Sarah Woodhead, verheiratete Sarah Corbett (* 1851; † 1908 in Harrogate), war eine britische Mathematiklehrerin und Schulleiterin und die erste Frau, die eine Tripos-Prüfung ablegte und bestand. Insbesondere war sie die erste Frau, die 1873 die mathematische Tripos-Prüfung ablegte und bestand.

## Leben

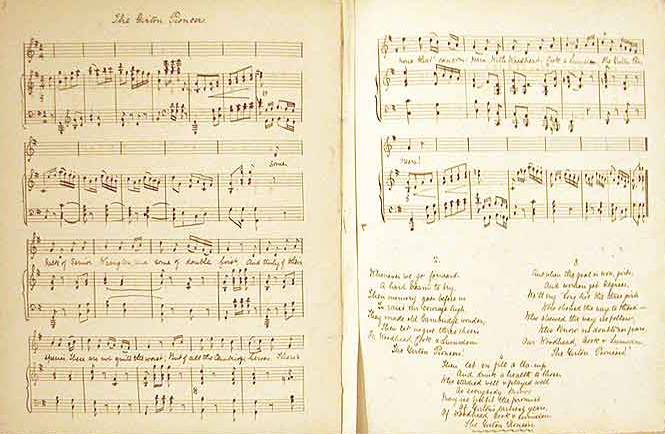
The Girton Pioneers, Lied des Girton College zum Gedenken an die ersten drei Frauen, die das Tripos-Examen in Cambridge bestanden, 1876–1884

Woodhead stammt aus einer langjährigen Quäker-Familie, so dass sie die Quäkerschule in Ackworth in West Yorkshire besuchen konnte, die auch Töchter von Quäkern aufnahm.
Woodhead besuchte als eine der ersten sechs Studentinnen am College for Women in Benslow House in Hitchin, das später zum Girton College der Universität Cambridge wurde, 1873 bestand Woodhead, zusammen mit Louisa Lumsden und Rachel Scott, als eine der ersten drei Frauen an der Universität Cambridge im klassischen Tripos. Die drei wurden in einem Lied am Girton College dann auch als „The Girton Pioneers“ betitelt. Gleichzeitig legte sie die gleiche mathematische Tripos-Prüfung ab wie die männlichen Studenten, und nachdem sie bereits in Teil I eine Eins erhalten hatte, wurde sie als gleichwertig mit Senior Optime in Mathematik eingestuft. Sie war damit die erste Frau, die an der mathematischen Tripos-Prüfung teilnahm und sie auch bestand.
Woodhead heiratete den in Manchester arbeitenden Architekten Christopher Corbett. Das Paar hatte mindestens eine Tochter, Catherine.
Woodhead leitete danach eine eigene Schule Silverwell House in Bolton. 1880 wurde sie die zweite Schulleiterin der Manchester High School for Girls, heute Bolton School, wo sie Mathematik unterrichtete. Ihre eigene Schule wurde in die Manchester High School for Girls integriert.
Nachdem die Familie nach Manchester zurückgezogen war, wo der Mann ein Familienunternehmen übernahm, fand sie eine Anstellung als Schulinspektorin.
In ihren 50er Jahren verwitwet, zog sie nach Harrogate und starb dort im Juli 1908 im Alter von siebenundfünfzig Jahren.